# Fa Ngum
Somdetch Brhat-Anya Fa Ladhuraniya Sri Sadhana Kanayudha Maharaja Brhat Rajadharana Sri Chudhana Negara (1316-1373), kortweg bekend als Fa Ngum was de stichter en eerste koning van het koninkrijk Lan Xang, een voorganger van het huidige Laos.
Fa Ngum werd geboren in Sawa, het huidige Luang Prabang, als zoon van Chao Phi Fa, de koning van Meuang Sawa. 
Er zijn twee verhalen bekend over hoe Fa Ngum aan het hof van het Khmer-rijk is terechtgekomen. Volgens het eerste verhaal was dit omdat Chao Phi Fa een van de vrouwen van koning Luang Ngum verleidde en beiden werden daarom verbannen. Volgens het tweede verhaal werd Fa Ngum geboren met 33 tanden en dit zou de voorspoed van het koninkrijk bedreigen. Hij werd daarom op een vlot in de Mekong geplaatst samen met 33 bedienden en 6 speciale verzorgers. In beide verhalen komen ze uiteindelijk aan het Khmer-hof terecht. 
Welke van de twee verhalen waar is is niet zeker, maar het eerste verhaal klinkt voor veel historici aannemelijker. Er zijn ook nog twee andere theorieën hoe Fa Ngum aan het Khmer-hof terechtgekomen kan zijn. Zijn vader kan een opstand tegen de koning geleid hebben of Fa Ngum zou gestuurd zijn door de koning om opgeleid te worden.

Hoe Fa Ngum dan ook aan het Khmer-hof terechtgekomen zou zijn, vanaf dat punt corresponderen alle geschriften. Fa Ngum groeide hier op en trouwde uiteindelijk met de Khmer-prinses Nang Kaeva Lot Fa Kaeng Nya in 1332 in Nakorn Thom (Intapat). Aan het Khmer-hof werd hij bekeerd tot het Theravada boeddhisme. Hij werd onderwezen door de monnik Brhat Maha Pasman.
Fa Ngum profiteerde van een inval van het koninkrijk Ayutthaya die de hoofdstad van de Khmers innam. De hofhouding van de Khmer vluchtte hierom naar het gebied van de hedendaagse Laotiaanse provincie Champassak. Door hulp te beloven tegen Ayutthaya nadat hij Meuang Sawa veroverd had kreeg hij een Khmer-leger van 10.000 man mee en veroverde hij Zuid-Laos en het koninkrijk Xhieng Khuang. In 1350 versloeg hij koning Kham Hiao bij Pak Ming. Later veroverde hij uiteindelijk Meuang Sawa.  
In 1353 riep hij zichzelf uit tot koning van dit gebied. Hij noemde zijn rijk Lan Xang (Land van een Miljoen olifanten). Na het uitroepen van zijn koninkrijk voerde hij snel het Theravada Boeddhisme in als staatsreligie. Hij ontving hierop een groep Khmer-monniken en -geleerden die heilige boeken en een gouden beeld van Boeddha, de Pha Bang meebrachten.
In de jaren hierna bleef hij campagnes voeren om zijn rijk verder uit te breiden. Onder andere in Noordoost-Thailand (Isaan).  Fa Ngum breidde ook het rijk naar het noorden uit en onderwierp zelfs tijdelijk Lanna. Hij breidde zijn rijk uit naar het zuiden, de stad Vientiane viel al snel maar de tweelingstad Vieng Kham hield langer vol (zie de Legende van de val van Vieng Kham). Ook had hij een grote harem, die hij regelmatig uitbreidde. Dit tot groot ongenoegen van de edelen.
In 1368 stierf Koningin Nang Kaeva Lot Fa Kaeng Nya. Moe van het vele oorlog voeren besloten zijn ministers hem in 1371 te verbannen. Hij vluchtte naar de huidige Thaise provincie Nan. Hij werd opgevolgd door zijn oudste zoon: Phaya Samsenthai (heerser over 300.000 Thais). Hij stierf in 1373. 
Hij had voor zover bekend twee zonen en een dochter van Koningin Kaeng Nya, te weten:
- Prins (Chao Fa) Huan Rum (Phaya Samsenthai)
- Prins (Chao Fa) Kamaganga (Kam Kong).
- Prinses (Chao Fa Nying) Kaeva Kitri Kshatryi (Keo Ketkasi)